# Барорецептор
Барорецепторы (др.-греч. βάρος — тяжесть) — интерорецепторы, расположенные в кровеносных сосудах позвоночных животных; разновидность механорецепторов. Воспринимают изменения кровяного давления и реагируют на его уровень. Скопления барорецепторов сосредоточены преимущественно в рефлексогенных зонах (сердечной, аортальной, синокаротидной, лёгочной и др.). Повышенное кровяное давление приводит к активации барорецепторов, в результате чего они посылают импульсы в центральную нервную систему. Тонус сосудов снижается, парасимпатическая нервная система возбуждается, артериальное давление снижается. Частое и длительное изменение давления может привести к развитию гипертонии.

## Значимость
Наиболее важными барорецепторными зонами являются области дуги аорты и каротидного синуса. Во время прохождения сердечного цикла барорецепторы реагируют на колебания артериального давления. Фактически барорецепторы являются передатчиками информации о среднем артериальном давлении, амплитуде колебаний давления, а также о ритме сердца.